# 奥托·格布尔
奥托·格布尔（德語：Otto Göbl，1936年9月16日—2009年7月17日），德国男子雪车运动员。他曾代表西德参加国际雪车联合会世界锦标赛，获得一枚金牌、二枚银牌和一枚铜牌。他也曾参加1964年冬季奥运会。